# Листопадов, Павел Антонович
Па́вел Анто́нович Листопа́дов (5 июля 1927 — 2 октября 2015) — передовик советской электронной промышленности, токарь Саратовского завода приёмно-усилительных ламп Министерства электронной промышленности СССР, Герой Социалистического Труда (1966).

## Биография
Родился в 1927 году в селе Малоперекопное, ныне Балаковского района, Саратовской области в семье крестьянина. Прошёл обучение в семи классах сельской школы и Балаковском ремесленном училище №6.
Трудиться начал слесарем на Балаковском машиностроительном заводе имени Дзержинского. В 1944 году переведён на должность токаря. Здесь проработал до 1953 года. Затем несколько месяцев работал в паровозном депо в городе Аткарске Рязано-Уральской железной дороги. 
В марте 1953 года переехал на постоянное место жительство в город Саратов. Начал трудовую деятельность токарем на заводе приёмно-усилительных ламп. Это самое крупное предприятие в стране выпускающее электронные лампы. Был рационализатором и высокопрофессиональным наставником. Ему было присвоено звание "Лучший наставник молодёжи".      
Указом Президиума Верховного Совета СССР от 29 июля 1966 года (закрытым) за достижение высоких показателей в производстве  Павлу Антоновичу Листопадову присвоено звание Героя Социалистического Труда с вручением ордена Ленина и медали «Серп и Молот.
В 2000 году вышел на заслуженный отдых. На этом предприятии проработал 47 лет. 
Избирался членом Саратовского обкома КПСС, членом Ленинского райкома КПСС.  
Проживал в городе Саратове. Умер 2 октября 2015 года. Похоронен на новом городском кладбище в Саратове.

## Награды
За трудовые успехи был удостоен:
- золотая звезда «Серп и Молот» (29.07.1966)
- орден Ленина (29.07.1966)
- Медаль "За трудовую доблесть"
- другие медали.